# Günther Beetz
Günther Beetz (* 5. August 1954 in Kronach; † 18. April 2025 in Freinsheim) war ein deutscher Trompeter und Professor für Trompete an der Staatlichen Hochschule für Musik und Darstellende Kunst Mannheim. Er war Gründungsmitglied des Ensembles German Brass und prägend für die deutsche Blechbläserszene.

## Leben und Karriere
Günther Beetz studierte Trompete an der Staatlichen Hochschule für Musik Trossingen bei Horst-Dieter Bolz.
In seiner frühen Laufbahn war er im Musikkorps der Bundeswehr in Siegburg tätig, später spielte er unter anderem mit den Münchner Philharmonikern, dem Stuttgarter Kammerorchester und der Deutschen Kammerphilharmonie. Zudem trat er international als Solist auf und war an  Hörfunk-, Fernseh- und CD-Produktionen beteiligt.
1989 wurde er Professor für Trompete und Kammermusik an der Staatlichen Hochschule für Musik und Darstellende Kunst Mannheim, wo er für über drei Jahrzehnte unterrichtete.
Beetz war zudem Gründungsmitglied von German Brass und prägte das Ensemble in seinen Anfangsjahren maßgeblich. Mit dem Ensemble unternahm er Konzertreisen und wirkte an mehreren CD-Aufnahmen mit.
Günther Beetz verstarb am 18. April 2025 im Alter von 70 Jahren.

## Diskografie

### Soloaufnahmen
- Trompeten=Konzert: Werke von Giuseppe Torelli, Johann Melchior Molter, Johann Wilhelm Hertel und Petr Eben. mit: Georg Schäffner (Orgel), Südwestdeutsches Kammerorchester Pforzheim, Leitung: Vladislav Czarnecki; veröffentlicht bei Amati.[6]

### Mit German Brass
- Samuel Scheidt – Allerley Liebliche Täntze & Liedlein Auff Concerten Manir: German Brass unter der Leitung von Enrique Crespo. Mitwirkende: u. a. Günther Beetz, Konradin Groth, Wolfgang Bauer, Matthias Höfs, EMI, 1986.[7]

## Prominente Schüler
Mehrere seiner Schüler sind in führenden Positionen deutscher Orchester tätig. Zu ihnen zählen:
- Lukas Beno, Solotrompeter des Gewandhausorchesters Leipzig, Mitglied im Bayreuther Festspielorchester und beim Australian World Orchestra.[8]
- Jörge Becker (* 1980), Solotrompeter im SWR Symphonieorchester.[9]
- Markus Bebek, Trompeter im Frankfurter Opern- und Museumsorchester.[10]
- Gábor Richter, Solotrompeter des Gewandhausorchesters Leipzig.[11]